# Tạ Na
Tạ Na (giản thể: 谢 娜, phồn thể: 謝 娜, bính âm: Xiè Nà) (sinh ngày 6 tháng 5 năm 1981), còn được gọi là "Nana" là một nữ MC và ca sĩ người Trung Quốc, nổi tiếng với vai trò MC trong chương trình Happy Camp của đài truyền hình Hồ Nam với các đồng nghiệp khác như Hà Cảnh, Lý Duy Gia, Đỗ Hải Đào, và Ngô Hân.
Ngoài ra Tạ Na cũng tham gia dẫn chương trình cho nhiều chương trình truyền hình và đạt tỉ suất người xem cao như "Na đã nói như vậy",  "Xin nhờ tủ đồ",...Với tính cách hài hước và hoạt bát, cô luôn đem đến niềm vui và tiếng cười cho khán giả. Trong giới showbiz đầy thị phi,  Tạ Na còn khiến nhiều người ghen tị bởi tình yêu đẹp với Trương Kiệt và tình bạn với Hà Cảnh. Cô tốt nghiệp Đại học Sư phạm Tứ Xuyên, nơi mà cô học về nghệ thuật biểu diễn. Tạ Na trở thành nghệ sĩ Trung Quốc đầu tiên cán mốc 100 triệu lượt theo dõi trên trang Weibo.

## Nghề nghiệp
Tạ Na đã đến Bắc Kinh ở tuổi 18 để theo đuổi sự nghiệp trong ngành giải trí. Trước khi trở thành người dẫn chương trình, Tạ Na bắt đầu sự nghiệp của cô với tư cách là một nữ ca sĩ, diễn viên, đóng trong các bộ phim điện ảnh, phim truyền hình và các sân khấu.
Tạ Na đã sáng lập dòng sản phẩm quần áo cá nhân "HUANXING" vào ngày 15 tháng 10 năm 2010, với một cửa hàng tại Taobao Mall trực tuyến

## Cuộc sống cá nhân
Vào ngày 5 tháng 5 năm 2011, Tạ Na và ca sĩ Trương Kiệt đăng ký kết hôn ở Thành Đô, Trung Quốc. Lễ cưới của họ được tổ chức vào ngày 26 tháng 9 năm 2011, tại huyện Shangri-La.
Vào tháng 7 năm 2013, Tạ Na tham dự Trung tâm Anh ngữ và Định hướng Anh ngữ (CELOP) của trường Đại học Boston trong chương trình 6 tuần nhằm nâng cao kỹ năng tiếng Anh.
Vào ngày 1 tháng 2 năm 2018, cô đón cặp song sinh chào đời.